# مهانة
مَهّانة قرية في قضاء مخمور التابع لمحافظة نينوى في شمال العراق. تبعد حوالي 23 كيلومتراً عن مركز قضاء مخمور وتسعين كيلومتراً عن مدينة الموصل.
1. ↑  "الجيش العراقي يسيطر على قرية جنوبي الموصل". RT Arabic. مؤرشف من الأصل في 2016-04-28. اطلع عليه بتاريخ 2022-06-18.